# 1989년 4월
| 1989년: 1월 · 2월 · 3월 · 4월 · 5월 · 6월 · 7월 · 8월 · 9월 · 10월 · 11월 · 12월 |

| <          | 1989년 4월 | 1989년 4월 | 1989년 4월 | 1989년 4월 | 1989년 4월 | >           |
| 일         | 월         | 화         | 수         | 목         | 금         | 토          |
|            |            |            |            |            |            | 1 2.25 신묘 |
| 2 26 임진  | 3 27 계사  | 4 28 갑오  | 5 29 을미  | 6 3.1 병신 | 7 2 정유   | 8 3 무술    |
| 9 4 기해   | 10 5 경자  | 11 6 신축  | 12 7 임인  | 13 8 계묘  | 14 9 갑진  | 15 10 을사  |
| 16 11 병오 | 17 12 정미 | 18 13 무신 | 19 14 기유 | 20 15 경술 | 21 16 신해 | 22 17 임자  |
| 23 18 계축 | 24 19 갑인 | 25 20 을묘 | 26 21 병진 | 27 22 정사 | 28 23 무오 | 29 24 기미  |
| 30 25 경신 |            |            |            |            |            |             |

| 편집하기 |

## 1989년4월 3일
- 서울올림픽 조직위원회가 해산하였다.

## 1989년4월 2일
- 서울 올림픽대로에서 한 전세버스가 올림픽 대로 난간을 들이받고 6m 아래로 추락해 8명이 숨지고 40명이 부상당했다.